# Bogucin Mały
Bogucin Mały (prononciation : [bɔˈɡut͡ɕin ˈmawɨ]) est une localité polonaise de la gmina et du powiat d'Olkusz en voïvodie de Petite-Pologne.